# Corpus Vasorum Antiquorum Dänemark
Das Corpus Vasorum Antiquorum Dänemark ist das dänische Teilprojekt des internationalen Corpus Vasorum Antiquorum (CVA).

## Das Projekt und seine Geschichte
Dänemark gehörte zu den Gründungsmitgliedern des Corpus Vasorum Antiquorum. Neben Italien und Großbritannien war es nach Frankreich (1922) das erste Land, das 1925 einen Band zum internationalen Projekt beisteuerte. Dänemark beherbergt insbesondere drei bedeutende Museen mit Antikensammlungen:
- das Nationalmuseum
- die Ny Carlsberg Glyptotek
- das Thorvaldsen-Museum

Die ersten acht Bände behandelten das Nationalmuseum, danach folgte je ein Band zu den beiden anderen Museen. Die ersten sechs Bänder erschienen in relativ rascher Folge von 1925 bis 1937. Danach folgte der nächste Band erst 1955 und die weiteren Abstände wurden immer größer. Nach Band acht (1963) dauerte es  mehr als 35 Jahre, als 1999 der neunte Band erschien. Der letzte bisher publizierte Band ist der Zehnte im Jahr 2004. Leiter des an der Akademie der Wissenschaften angesiedelten dänischen CVA-Teilprojekts ist Bodil Bundgaard Rasmussen.
Dänemark hat sich bei der Wahl zwischen den vier möglichen Publikationssprachen für Französisch entschieden. Die ersten drei Bände sowie der fünfte Band wurden in Paris bei Librairie Ancienne Édouard Champion sowie beim Verlag Einar Munksgaard in Kopenhagen verlegt. Der vierte Band erschien nur bei Édouard Champion, die Bände sechs bis acht nur bei Einar Munksgaard.

## Die Bände des Corpus Vasorum Antiquorum Dänemark
| Band | Ort        | Museum beziehungsweise Sammlung | Teilband               | Wissenschaftlicher Bearbeiter              | Jahr | Anmerkungen | ISBN |
| ---- | ---------- | ------------------------------- | ---------------------- | ------------------------------------------ | ---- | --- | ---- |
| 1    | Kopenhagen | Nationalmuseum                  | Nationalmuseum 1       | Christian Blinkenberg, Knud Friis Johansen | 1925 | ägyptisch, proto-elamitisch, syrisch, trojanisch, zyprisch, kretisch, melisch, rhodisch, kykladisch, thessalisch, mykenisch                                                      |      |
| 2    | Kopenhagen | Nationalmuseum                  | Nationalmuseum 2       | Christian Blinkenberg, Knud Friis Johansen | 1928 | mykenisch, griechisch-geometrisch, griechisch-orientalisierend, argivisch-korinthisierend                                                                                        |      |
| 3    | Kopenhagen | Nationalmuseum                  | Nationalmuseum 3       | Christian Blinkenberg, Knud Friis Johansen | 1928 | „chalkidisch“, ionisch, boeotisch, archaische Miniaturgefäße, lakonisch, attisch schwarzfigurig, attisch plastisch, attisch rotfigurig                                           |      |
| 4    | Kopenhagen | Nationalmuseum                  | Nationalmuseum 4       | Christian Blinkenberg, Knud Friis Johansen | 1931 | attisch-rotfigurig (5. und 4. Jahrhundert v. Chr.), attisch-weißgrundig, schwarzgrundig, Varia, hellenistisch, sizilisch und sardinisch, italisch Bronzezeit und frühe Eisenzeit |      |
| 5    | Kopenhagen | Nationalmuseum                  | Nationalmuseum 5       | Christian Blinkenberg, Knud Friis Johansen | 1937 | faliskisch, proto-etruskisch, etruskisch, apulisch-geometrisch, kampanisch-schwarzfigurig                                                                                        |      |
| 6    | Kopenhagen | Nationalmuseum                  | Nationalmuseum 6       | Knud Friis Johansen                        | 1938 | unteritalisch-rotfigurig |      |
| 7    | Kopenhagen | Nationalmuseum                  | Nationalmuseum 7       | Niels Breitenstein, Knud Friis Johansen    | 1955 | italisch glasiert, canosinisch, Varia italisch, Varia sizilisch, vorrömisch und römisch nordafrikanisch                                                                          |      |
| 8    | Kopenhagen | Nationalmuseum                  | Nationalmuseum 8       | Knud Friis Johansen                        | 1963 | attische Vasen |      |
| 9    | Kopenhagen | Thorvaldsen-Museum              | Thorvaldsens Museum    | Torben Melander                            | 1999 | |      |
| 10   | Kopenhagen | Ny Carlsberg Glyptotek          | Ny Carlsberg Glyptotek | Tobias Fischer-Hansen                      | 2004 | |      |